# Intelsat 25
O Intelsat 25, também conhecido por IS-25, ProtoStar 1, ProtoStar I, Chinasat 8 e Zhongxing 8 (ZX-8), é um satélite de comunicação geoestacionário pela Space Systems/Loral (SSL). Ele está localizado na posição orbital de 31,5 graus de lonjitude oeste e é de propriedade da Intelsat, empresa sediada atualmente em Luxemburgo. O satélite foi baseado na plataforma LS-1300 e sua expectativa de vida útil é de 15 anos.

## História
O satélite foi construído para a Chinasat, sob o nome de Chinasat 8, mas ele acabou sendo comprado pela ProtoStar e foi lançado em 2008, sob o nome de ProtoStar 1. Em outubro de 2009 o satélite foi adquirido pela Intelsat em um leilão realizado após o empreendimento da ProtoStar sucumbir a vários problemas de frequência de coordenação. O satélite foi renomeado para Intelsat 25.

## Lançamento
O satélite foi lançado com sucesso ao espaço no dia 7 de julho de 2008, às 21:47 UTC, por meio de um veículo Ariane 5 ECA a partir do Centro Espacial de Kourou, na Guiana Francesa, juntamente com o satélite de comunicações árabe Badr 6. Ele tinha uma massa de lançamento de 4.180 kg.

## Capacidade e cobertura
O Intelsat 25 é equipado com 16 transponders em banda Ku e 36 em banda C para fornecer TV de alta definição e serviços de Internet de alta velocidade para a África e América do Norte.